# Drag-On
Drag-On (* 4. Januar 1979 in der Bronx/New York, NY; bürgerlich Melvin Jason Smalls) ist ein US-amerikanischer Rapper. Er war Mitglied der Hip-Hop-Crew Ruff Ryders und war auch an den gemeinsamen Alben beteiligt.
Seit 2008 ist er nicht mehr bei den Ruff Ryders und arbeitet an seinem eigenen Projekt, dem Label Hood Environment. Er ist unter anderem auch als Schauspieler in Born 2 Die und Exit Wounds zu sehen.

## Sonstiges
Drag-On nennt sich selbst außerdem Fire-Man, weswegen er einige Differenzen mit dem Rapper Lil Wayne hatte, da dieser auch diesen Namen verwendet.

## Diskografie
Alben
- 2000: Opposite of H20
- 2003: Hell and Back
- 2007: Hood Environment

## Filmografie
- 2001: Born 2 Die
- 2003: Exit Wounds
- 2003: The Hustle